# Батији (Орн)
Батији (фр. Batilly) насеље је и општина у северној Француској у региону Доња Нормандија, у департману Орн која припада префектури Аржантан.
По подацима из 2011. године у општини је живело 170 становника, а густина насељености је износила 18,91 становника/km². Општина се простире на површини од 8,99 km². Налази се на средњој надморској висини од 195 метара (максималној 234 m, а минималној 141 m).

## Демографија
| 1962. | 1968. | 1975. | 1982. | 1990. | 1999. | 2011. |
| ----- | ----- | ----- | ----- | ----- | ----- | ----- |
| 146   | 162   | 141   | 120   | 131   | 150   | 170   |

График промене броја становника у току последњих година